# Кицуки (княжество)

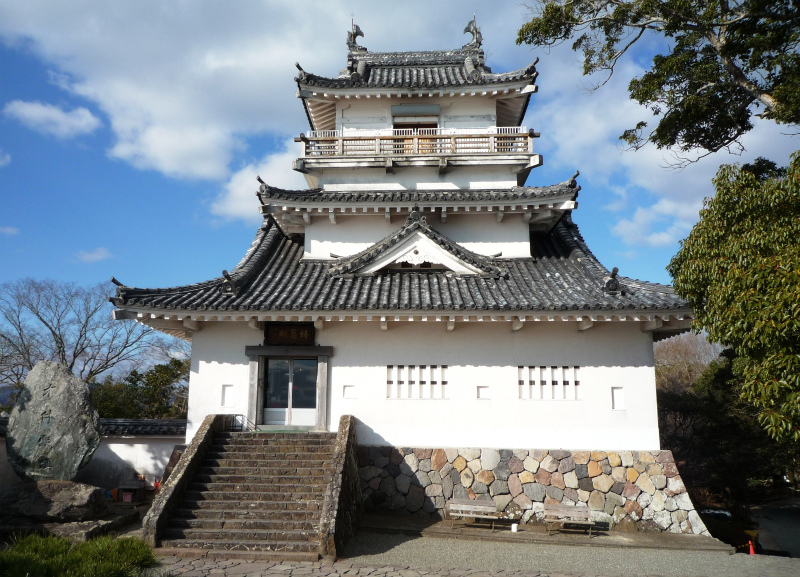
Замок Кицуки

Княжество Кицуки (яп. 杵築藩 Кицуки-хан) — феодальное княжество (хан) в Японии периода Эдо (1632—1871). Кицуки-хан располагался в провинции Бунго региона Сайкайдо на острове Кюсю (на территории современной префектуры Оита).

## Краткая история
Административный центр княжества: замок Кицуки в провинции Бунго.
Доход хана:
- 1632—1645 годы — 40 000 коку риса
- 1645—1871 годы — 32 000 коку

В начале периода Эдо территория будущего Кицуки-хан входила в состав Накацу-хана (позднее Кокура-хана), которым управлял Хосокава Тадаоки (1563—1646). Первоначально этой территорией владела семья Кицуки (木付?), родственная клану Отомо. В 1593 году Отомо Ёсимунэ попал в немилость к Тоётоми Хидэёси, который конфисковал его владения. Семья Кицуки также лишилась своих земель. Затем этой территорией владели Сугивара Нагафуса и Хаякава Нагамаса, и, наконец, в 1599 году домен получил Хосокава Тадаоки, владевший ранее доменом Миядзу в провинции Танго. Областью Кицуки, которая оценивалась в 60 000 коку, управляли наместники от имени Хосокавы Тадаоки. В 1600 году в награду за своё участие в битве при Сэкигахара Хосокава Тадаоки получил во владение от Токугава Иэясу всю провинцию Будзэн и перенес свою резиденцию в замок Накацу, а затем в замок Кокура. Род Хосокава правил в Будзэне до 1632 года, когда Хосокава Тадатоси, сын Тадаоки, был переведен в Кумамото-хан в соседней провинции Хиго.
Домен рода Хосокава в провинции Будзэн был разделен на три части. Огасавара Тададзанэ (1596—1667), даймё Акаси-хана в провинции Харима, получил домен (150 000 коку) с центром в замке Кокура на севере Будзэна. Замок Накацу стал центром Накацу-хана, который был передан во владение Огасаваре Нагацугу (1615—1666), племяннику Тададзанэ. Хатамото Огасавара Тадатомо (1599—1663), младший брат Тададзанэ, получил во владение замок Кицуки вместе с округой (40 000 коку) и стал владетельным даймё. Огасавара Тадатомо правил в Кицуки-хане до 1645 года, когда его перевели в Ёсида-хан (провинция Микава).
В 1645 году новым правителем Кицуки-хана стал Мацудайра Хидэтика (1625—1706), бывший владелец Такада-хана в провинции Бунго с доходом 32 000 коку. Его потомки управляли княжеством вплоть до 1871 года.
Кицуки-хан был ликвидирован в 1871 году. Княжество было переименовано в префектуру Кицуки (яп. 杵筑県 Кицуки-кэн). Позднее префектура Кицуки была включена в состав префектуры О́ита (яп. 大分県 О:ита-кэн).
В 1884 году бывший правящий род Мацудайра был произведён кадзоку (華族) (пэры) и сисяку (子爵) (виконты).

## Правители княжества
- Род Огасавара, 1632—1645 (фудай-даймё)

| № | Имя                | Имя        | Годы правления | Годы жизни  | Примечания                    |
| - | ------------------ | ---------- | -------------- | ----------- | ----------------------------- |
| 1 | Огасавара Тадатомо | 小笠原忠知 | 1632 — 1645    | 1599 — 1663 | Третий сын Огасавары Хидэмасы |

- Род Мацудайра (ветвь Номи), 1645—1871 (фудай-даймё)

| №  | Имя                 | Имя      | Годы правления | Годы жизни  | Примечания                                                   |
| -- | ------------------- | -------- | -------------- | ----------- | ------------------------------------------------------------ |
| 1  | Мацудайра Хидэтика  | 松平英親 | 1645 — 1692    | 1625 — 1706 | Старший сын Мацудайры Сигэнао                                |
| 2  | Мацудайра Сигэёси   | 松平重栄 | 1692 — 1708    | 1645 — 1720 | Старший сын и преемник Мацудайры Хидэтики                    |
| 3  | Мацудайра Сигэясу   | 松平重休 | 1708 — 1715    | 1691 — 1715 | Второй сын Мацудайры Сигэёси                                 |
| 4  | Мацудайра Тикадзуми | 松平親純 | 1715 — 1739    | 1703 — 1739 | Тринадцатый сын Синдзё Наонори, усыновлён Мацудайрой Сигэясу |
| 5  | Мацудайра Тикамицу  | 松平親盈 | 1739 — 1767    | 1726 — 1801 | Старший сын и преемник Мацудайры Тикадзуми                   |
| 6  | Мацудайра Тикасада  | 松平親貞 | 1767 — 1785    | 1751 — 1800 | Старший сын Мацудайры Тикамицу                               |
| 7  | Мацудайра Тикаката  | 松平親賢 | 1785 — 1802    | 1753 — 1802 | Второй сын Мацудайры Тикамицу                                |
| 8  | Мацудайра Тикаакира | 松平親明 | 1802 — 1825    | 1785 — 1825 | Второй сын Мацудайры Тикасады                                |
| 9  | Мацудайра Тикаёси   | 松平親良 | 1825 — 1868    | 1810 — 1891 | Старший сын и преемник Мацудайры Тикаакиры                   |
| 10 | Мацудайра Саданори  | 松平親貴 | 1868 — 1871    | 1838 — 1882 | Старший сын Мацудайры Тикаёси                                |